# Calcium
Calcium – jednostka osadnicza w Stanach Zjednoczonych, w stanie Nowy Jork, w hrabstwie Jefferson.